# Strahlkopf (bergstopp i Österrike, Vorarlberg)
Strahlkopf är en bergstopp i Österrike.   Den ligger i distriktet Dornbirn och förbundslandet Vorarlberg, i den västra delen av landet, 500 km väster om huvudstaden Wien. Toppen på Strahlkopf är 1 366 meter över havet, eller 84 meter över den omgivande terrängen. Bredden vid basen är 0,44 km.
Terrängen runt Strahlkopf är varierad. Runt Strahlkopf är det tätbefolkat, med 442 invånare per kvadratkilometer.. Närmaste större samhälle är Dornbirn, 6,9 km norr om Strahlkopf. 
I omgivningarna runt Strahlkopf växer i huvudsak blandskog.